# Golden Hill (San Diego)

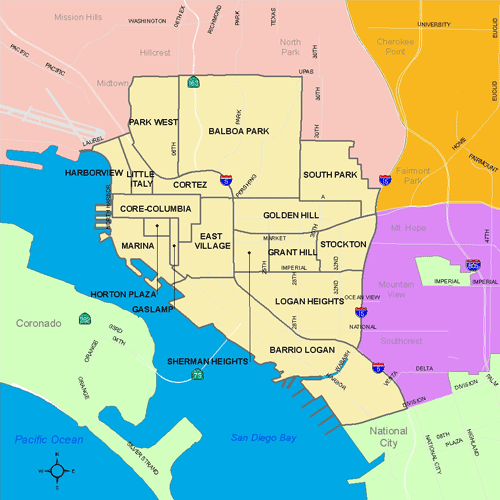

Golden Hill – dzielnica San Diego w USA w Kalifornii, na płd. od Balboa Park.
Jest obszarem o zabytkowej architekturze eklektycznej przełomu XIX i XX wieku.
Golden Hill jest miejscem dwóch koncertów odbywających się na wolnym powietrzu, gdzie wstęp na koncerty jest bezpłatny - Golden Hill Block Party oraz Kate Sessions Fest